# Ільїнський (Моркинський район)
Ільї́нський (рос. Ильинский, марій. Ильинский почиҥга) — починок у складі Моркинського району Марій Ел, Росія. Входить до складу Коркатовського сільського поселення.

## Населення
Населення — 107 осіб (2010; 115 у 2002).
Національний склад (станом на 2002 рік):
- лучні марійці — 90 %